# Prințul Augustus Wilhelm al Prusiei
Pentru fiul împăratului Wilhelm al II-lea, vezi Prințul August Wilhelm al Prusiei (1887-1949).
Augustus Wilhelm al Prusiei (9 august 1722 – 12 iunie 1758) a fost prinț al Prusiei și fratele lui Frederic cel Mare. A fost al doilea fiu al regelui Frederic Wilhelm I al Prusiei și a reginei Sofia Dorothea de Hanovra.
S-a căsătorit cu Luise de Brunswick-Wolfenbüttel. Deoarece fratele său mai mare nu a avut copii, fiul său cel mare, Frederic Wilhelm, i-a succedat la ton lui Frederic cel Mare, ca regele Frederic Wilhelm al II-lea al Prusiei.

## Arbore genealogic
1. ↑  Czech National Authority Database, accesat în 23 martie 2025